# Oswaldo Graterol
Oswaldo Graterol es un abogado y político venezolano. Fue diputado suplente para la VIII Legislatura del Congreso Nacional de Venezuela

## Carrera
Oswaldo es abogado de profesión y fue profesor universitario en la Universidad Santa Inés (actualmente Universidad José Félix Ribas). Fue electo para la VIII Legislatura del Congreso Nacional, por el circuito lista del Distrito Federal, como diputado suplente de Vladimir Petit, quien se desempeñó secretario juvenil nacional y subsecretario regional juvenil de COPEI en el estado Barinas, junto con Fernando Monsalve y Víctor Venega.
Durante la crisis en Venezuela, salió del país y vivió en Perú por un año, antes de radicarse en Chile desde marzo de 2019. En Santiago de Chile ha tenido diferentes oficios, como en ferretería, almacén, inventario, despacho, parqueador y como parquímetro.

## Vida personal
En 2020 se viralizó un video donde expresó su opinión sobre el proceso constituyente en Chile.